# Polypedilum sate
Polypedilum sate är en tvåvingeart som beskrevs av Jean-Jacques Kieffer 1925. Polypedilum sate ingår i släktet Polypedilum och familjen fjädermyggor.
Artens utbredningsområde är Egypten. Inga underarter finns listade i Catalogue of Life.